# Raoultella planticola
Raoultella planticola (лат.) — вид бактерий из семейства энтеробактерий, типовой  в роде Raoultella. Типовым штаммом является V-236 = ATCC 33531= CCUG 15718 = CDC 4245-72 = CIP 100751 = DSM 3069 = IFO 14939 = JCM 7251 = NCTC 12998. Это грамотрицательная факультативно анаэробная палочковидная бактерия, образующая капсулу, благодаря которой длительно сохраняется в окружающей среде и устойчива к внешним воздействием.
Raoultella planticola является одним из возбудителей клебсиеллёза, инфекционной болезни с преимущественным поражением желудочно-кишечного тракта, чаще в виде острого гастроэнтерита и других органов вплоть до развития сепсиса.